# کمدن
کمدن وینستون نا (انگلیسی: Kamden Winston Na، کره‌ای: 캠든 윈스턴 나؛ زادۀ ۹ ژوئن ۲۰۰۱) که بیشتر با نام هنری کمدن شناخته می‌شود، خواننده، رقصنده و رپر اهل آمریکا است. او رهبر گروه پسرانۀ امپرس‌اندوان است.